# الخليج يتحدث شعرا ونثرا
الخليج يتحدث شعراً ونثراً، كتاب نقدي ضخم صدر للدكتور غازي القصيبي عام 2003 عن المؤسسة العربية للدراسات والنشر ببيروت، جمع فيه دراساته ومقالاته التي كتبها خلال عشرين عاماً عن أهم الكتب والدواوين الشعرية التي صدرت في الخليج العربي لأدباء وشعراء كبار، منهم: الدكتور محمد جابر الأنصاري وخالد الفيصل وقاسم حداد ومحمد عمر توفيق وفيصل علي أكرم وأهدى الكتاب (إلى: الصديق الذي تتحدث صداقته شعراً ونثراً عبد الرحمن بن محمد السدحان).